# Kabupaten Sumba Barat Daya
Kabupaten Sumba Barat Daya (engelska: Southwest Sumba Regency) är ett kabupaten i Indonesien.   Det ligger i provinsen Nusa Tenggara Timur, i den södra delen av landet, 1 400 km öster om huvudstaden Jakarta. Antalet invånare är 284 903. Kabupaten Sumba Barat Daya ligger på ön Pulau Sumba.